# Varapodio
Varapodio – miejscowość i gmina we Włoszech, w regionie Kalabria, w prowincji Reggio Calabria.
Według danych na rok 2004 gminę zamieszkiwały 2332 osoby, 80,4 os./km².